# Campeonato Mundial de Waterpolo Masculino de 1998
El VIII Campeonato Mundial de Waterpolo Masculino se celebró en Perth (Australia) entre el 7 y el 18 de enero de 1998 en el marco del VIII Campeonato Mundial de Natación. El evento fue organizado por la Federación Internacional de Natación (FINA) y la Federación Australiana de Natación.

## Grupos
| Grupo A       | Grupo B    | Grupo C   | Grupo D        |
| ------------- | ---------- | --------- | -------------- |
| Croacia       | Yugoslavia | Grecia    | Estados Unidos |
| Nueva Zelanda | Irán       | Sudáfrica | Canadá         |
| Rusia         | Hungría    | España    | Australia      |
| Kazajistán    | Italia     | Brasil    | Eslovaquia     |

## Fase preliminar
Los primeros tres de cada grupo alcanzan la fase principal. Los equipos restantes juegan entre sí por los puestos 13 a 16.

### Grupo A
| Equipo        | J | G | E | P | GF | GC | DG  | PTS |
| ------------- | - | - | - | - | -- | -- | --- | --- |
| Rusia         | 3 | 3 | 0 | 0 | 38 | 12 | +26 | 6   |
| Croacia       | 3 | 2 | 0 | 1 | 42 | 13 | +29 | 4   |
| Kazajistán    | 3 | 1 | 0 | 2 | 27 | 38 | -11 | 2   |
| Nueva Zelanda | 3 | 0 | 0 | 3 | 9  | 53 | -44 | 0   |

### Grupo B
| Equipo     | J | G | E | P | GF | GC | DG  | PTS |
| ---------- | - | - | - | - | -- | -- | --- | --- |
| Hungría    | 3 | 3 | 0 | 0 | 34 | 14 | +20 | 6   |
| Yugoslavia | 3 | 2 | 0 | 1 | 34 | 21 | +13 | 4   |
| Italia     | 3 | 1 | 0 | 2 | 32 | 23 | +9  | 2   |
| Irán       | 3 | 0 | 0 | 3 | 7  | 49 | -42 | 0   |

### Grupo C
| Equipo    | J | G | E | P | GF | GC | DG  | PTS |
| --------- | - | - | - | - | -- | -- | --- | --- |
| España    | 3 | 3 | 0 | 0 | 29 | 12 | +17 | 6   |
| Grecia    | 3 | 2 | 0 | 1 | 26 | 18 | +8  | 4   |
| Brasil    | 3 | 1 | 0 | 2 | 16 | 22 | -6  | 2   |
| Sudáfrica | 3 | 0 | 0 | 3 | 13 | 32 | -19 | 0   |

### Grupo D
| Equipo         | J | G | E | P | GF | GC | DG  | PTS |
| -------------- | - | - | - | - | -- | -- | --- | --- |
| Australia      | 3 | 3 | 0 | 0 | 26 | 19 | +7  | 6   |
| Estados Unidos | 3 | 2 | 0 | 1 | 24 | 13 | +11 | 4   |
| Eslovaquia     | 3 | 1 | 0 | 2 | 22 | 20 | +2  | 2   |
| Canadá         | 3 | 0 | 0 | 3 | 9  | 29 | -20 | 0   |

## Fase principal
Los primeros dos de cada grupo disputan las semifinales.

### Grupo E
| Equipo     | J | G | E | P | GF | GC | DG  | PTS |
| ---------- | - | - | - | - | -- | -- | --- | --- |
| Hungría    | 5 | 4 | 0 | 1 | 55 | 35 | +20 | 8   |
| Yugoslavia | 5 | 3 | 1 | 1 | 47 | 35 | +12 | 7   |
| Rusia      | 5 | 3 | 0 | 2 | 44 | 40 | +4  | 6   |
| Italia     | 5 | 2 | 1 | 2 | 47 | 40 | +7  | 5   |
| Croacia    | 5 | 2 | 0 | 3 | 46 | 34 | -12 | 4   |
| Kazajistán | 5 | 0 | 0 | 5 | 23 | 78 | -55 | 0   |

### Grupo F
| Equipo         | J | G | E | P | GF | GC | DG  | PTS |
| -------------- | - | - | - | - | -- | -- | --- | --- |
| España         | 5 | 5 | 0 | 0 | 41 | 25 | +16 | 10  |
| Australia      | 5 | 4 | 0 | 1 | 34 | 24 | +10 | 8   |
| Estados Unidos | 5 | 2 | 0 | 3 | 33 | 25 | +8  | 4   |
| Grecia         | 5 | 2 | 0 | 3 | 30 | 30 | 0   | 4   |
| Eslovaquia     | 5 | 2 | 0 | 3 | 41 | 49 | -8  | 4   |
| Brasil         | 5 | 0 | 0 | 5 | 23 | 49 | -26 | 0   |

## Fase final
|  | Semifinales | Semifinales |   |           | Final         | Final |  |
|  |             |             |   |           |               |       |  |
|  |             |             |   |           |               |       |  |
|  |             |             |   |           |               |       |  |
|  | Hungría     | 10          |   |           |               |       |  |
|  | Australia   | 5           |   |           |               |       |  |
|  |             |             |   |           |               |       |  |
|  |             |             |   |           |               |       |  |
|  |             |             |   |           | Hungría       | 4     |  |
|  |             | España      | 6 |           |               |       |  |
|  |             |             |   |           |               |       |  |
|  |             |             |   |           |               |       |  |
|  |             |             |   |           | Tercer Puesto |       |  |
|  |             |             |   |           |               |       |  |
|  | España      | 5           |   | Australia | 5             |       |  |
|  | Yugoslavia  | 3           |   |           | Yugoslavia    | 9     |  |

## Medallero
|        |         |            |
| España | Hungría | Yugoslavia |

## Estadísticas

### Clasificación general
| 1. España         |
| 2. Hungría        |
| 3. Yugoslavia     |
| 4. Australia      |
| 5. Italia         |
| 6. Rusia          |
| 7. Estados Unidos |
| 8. Grecia         |
| 9. Croacia        |
| 10. Eslovaquia    |
| 11. Kazajistán    |
| 12. Brasil        |
| 13. Canadá        |
| 14. Sudáfrica     |
| 15. Irán          |
| 16. Nueva Zelanda |

- Datos: Q512117